# Metafisica
La metafisica è quella branca della filosofia che, andando oltre gli elementi contingenti dell'esperienza sensibile, si occupa degli aspetti più autentici e fondamentali della realtà, secondo la prospettiva più ampia e universale possibile. Essa mira allo studio degli enti «in quanto tali» nella loro interezza, ad esempio Aristotele la definiva "scienza dell'essere in quanto essere" (Metafisica, libro Γ, cap. I, 1003 a, 21-26), a prescindere dalle sue determinazioni o attributi.
Nel tentativo di superare gli elementi instabili, mutevoli, e accidentali dei fenomeni, la metafisica concentra la propria attenzione su ciò che considera eterno, stabile, necessario, assoluto, per cercare di cogliere le strutture fondamentali dell'essere. In quest'ottica, i rapporti tra metafisica e ontologia sono molto stretti, tanto che sin dall'antichità si è soliti racchiudere il senso della metafisica nell'incessante ricerca di una risposta alla domanda metafisica fondamentale «perché l'essere piuttosto che il nulla?».

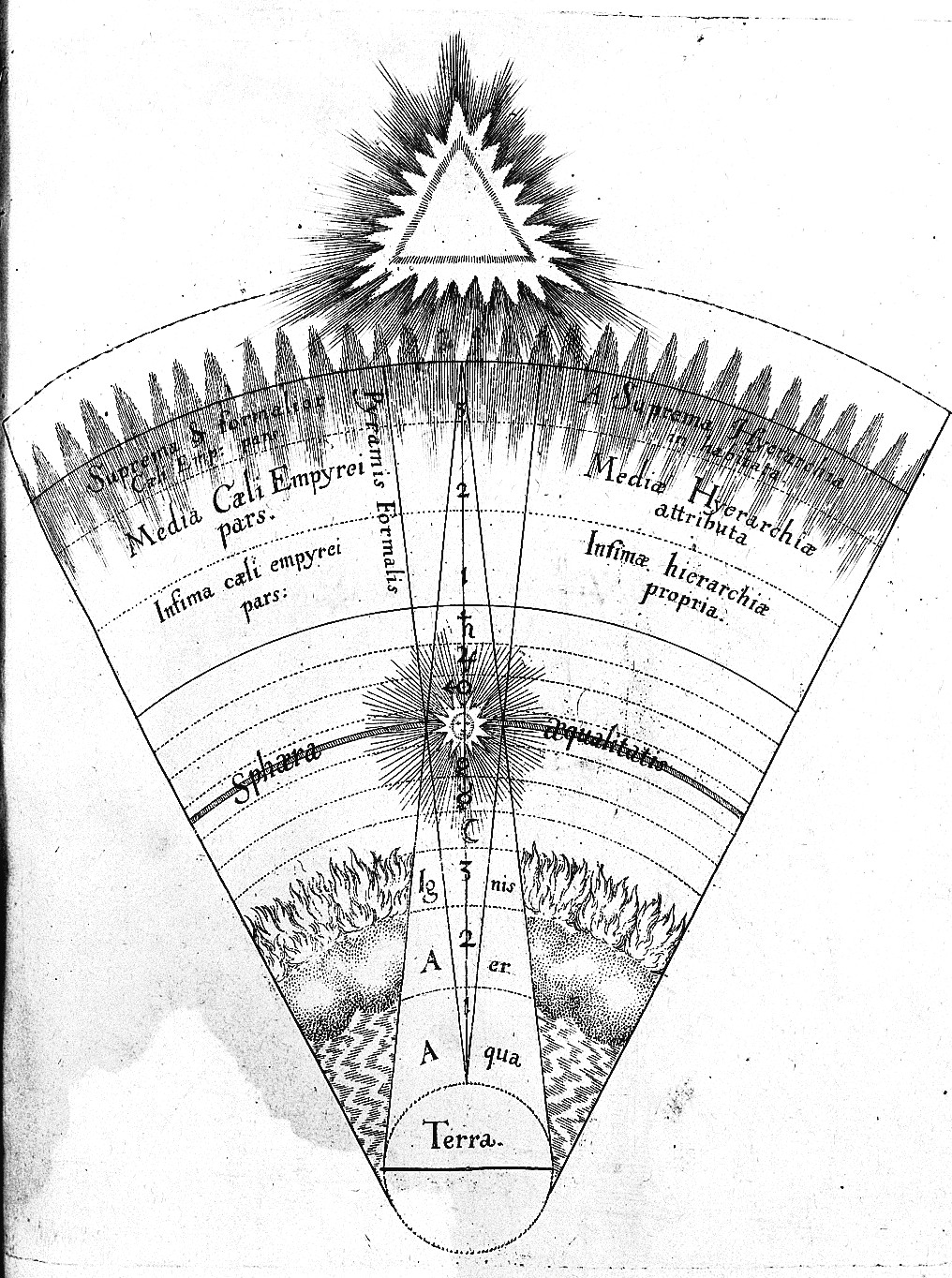
Illustrazione dal De metaphysico macrocosmi, di Robert Fludd, che contrappone la perfezione del paesaggio metafisico celeste, agli elementi del mondo terreno.

All'ambito della ricerca metafisica tradizionale appartengono problemi quali la questione dell'esistenza di Dio, dell'immortalità dell'anima, dell'essere "in sé", dell'origine e il senso del cosmo, nonché la questione dell'eventuale relazione fra la trascendenza dell'Essere e l'immanenza degli enti materiali (differenza ontologica).

## Etimologia

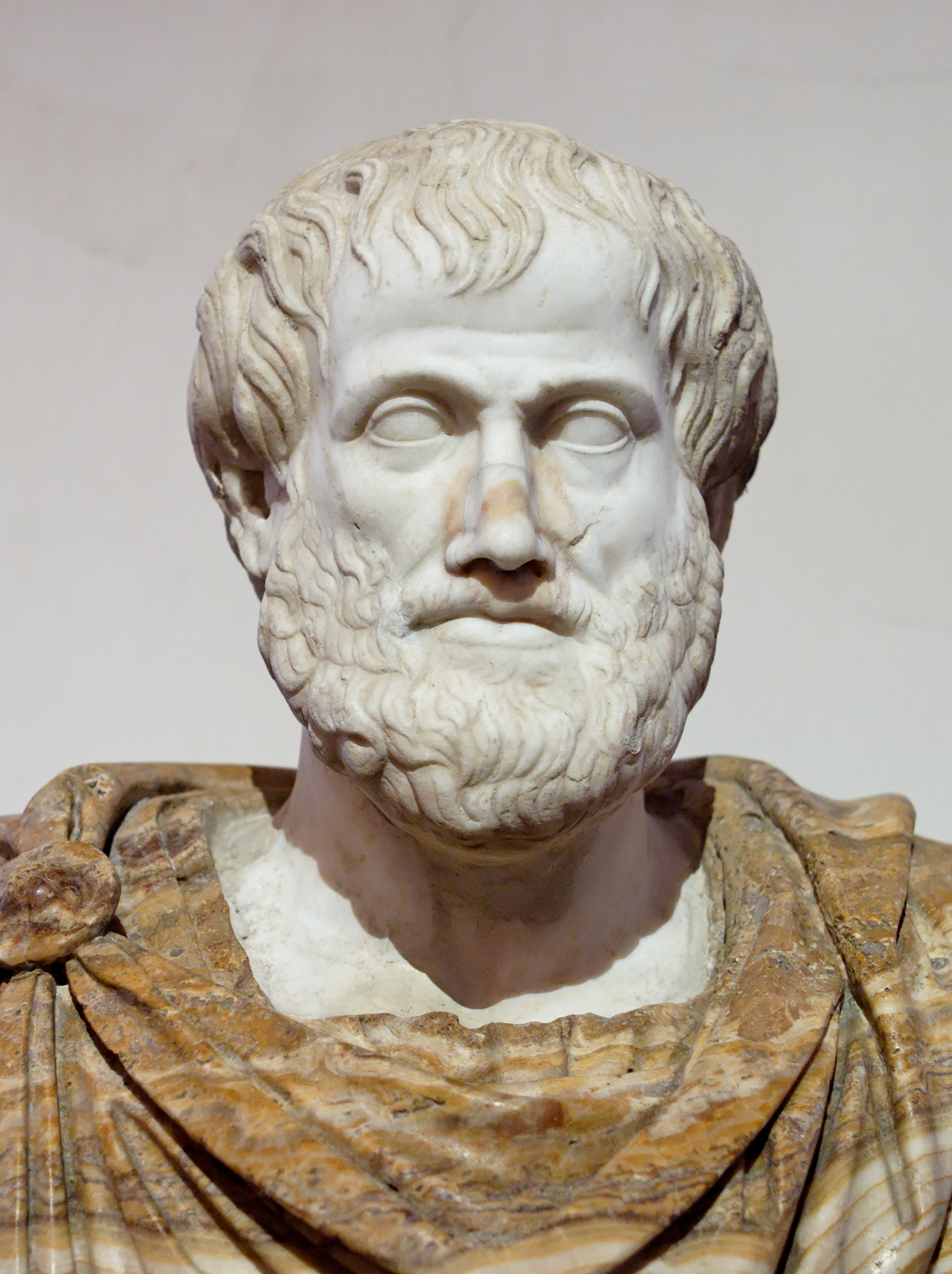
Aristotele, riconosciuto come il padre della «metafisica», sebbene non abbia mai utilizzato questo termine.

Il termine metafisica (in greco antico: μετὰ τὰ φυσικά, metà tà physikà), deriverebbe dalla catalogazione dei libri di Aristotele nell'edizione di Andronico di Rodi (I secolo a.C.), nella quale dopo la trattazione della natura, che era la fisica (τὰ φυσικά), seguiva quella sulla "filosofia prima" (πρώτη φιλοσοφία) o teoria dell'"ente in quanto ente". 
Il termine ente corrisponde, semplicemente, al participio presente del verbo essere.
Poiché questi volumi erano stati quindi collocati dopo (μετά, metá) quelli sulla fisica, sia nel senso dell'ordine di pubblicazione che in quello di importanza, la metafisica sarebbe venuta a significare «le cose che stanno dopo le cose di fisica», cioè i libri successivi a quelli sulla natura.
Il prefisso meta- assume però anche il significato di "al di là", "sopra", "oltre": in questo senso si attribuì nel pensiero arabo medioevale agli oggetti della "filosofia prima" un valore di trascendenza e di superiorità rispetto agli oggetti della fisica sublunare. Allora, da titolo che designava i testi collocati dopo quelli di fisica, il termine metafisica sarebbe divenuto il nome di una parte della filosofia.
Lo storico della filosofia Giovanni Reale contesta la ricostruzione logica e cronologica dell'etimologia del termine "metafisica" in base al doppio significato del prefisso greco meta. La tesi di Reale è che tra i due significati di meta, quello relativo al concetto di «successione» (o di «dopo») è ininfluente e secondario, poiché non si è tenuto conto che l'intera dottrina aristotelica riguarda quel principio di "unità dell'essere" (o Essere in quanto essere) che va «oltre» (o «al di sopra») la fisica, ed è questo il significato primario unico che per lui deve assumere il termine meta.

## I fondamenti della metafisica
Uno degli intenti di questa disciplina consiste nello studio dei principi primi sotto il profilo qualitativo, a differenza della matematica che ne studia la quantità, o della fisica che ne studia l'aspetto naturale. Lo scopo ultimo è quindi la verità in sé stessa.

### I limiti dell'esperienza sensibile
Presupposto della metafisica è la ricerca sui limiti e sulle possibilità di un sapere che non può derivare in modo diretto dall'esperienza sensibile. I cinque sensi, infatti, si limitano a recepire passivamente le impressioni derivanti dai fenomeni naturali entro una gamma ristretta di percezioni, e quindi non sono in grado di fornire una legge capace di descriverli, non sono in grado cioè di coglierne l'essenza.
Scopo della metafisica, in questo senso, è il tentativo di trovare e spiegare la struttura universale e oggettiva che si ipotizza nascosta dietro l'apparenza dei fenomeni. Sorge pertanto l'interrogativo se una tale struttura, oltre a determinare la realtà, sia in grado di determinare il nostro stesso modo di conoscere, attraverso idee e concetti che trovano corrispondenza nella realtà.
Secondo questa linea interpretativa, solo nel nostro intelletto è possibile formulare quei criteri di razionalità e universalità che ci permettono di conoscere il mondo: la semplice «sensazione in atto», infatti, «ha per oggetto cose particolari, la scienza invece ha per oggetto gli universali e questi sono, in un certo senso, nell'anima stessa». Ecco dunque la radicale contrapposizione, propria dei grandi filosofi metafisici, da Parmenide, Socrate, Platone, Aristotele, fino ad Agostino, Tommaso, Cusano, Campanella, ecc., tra il sapere acquisito dei sensi, e il sapere proprio dell'intelletto.
Secondo questa scuola di pensiero, quindi, non ci può essere vera conoscenza se questa non scaturisce dall'intelligenza, la quale però, per attivarsi, deve anzitutto prendere coscienza di sé: se l'intelletto fosse incapace di pensare sé stesso, non potrebbe neppure prendere coscienza della verità, né coscienza di poterla mai raggiungere. Il pensiero di sé, pertanto, è stato assunto spesso come base di partenza, a cominciare dalla sua capacità di rendere possibile un sapere immediato, universale e assoluto, perché in esso il soggetto è immediatamente identico all'oggetto, essendo l'io che intuisce sé stesso.
Almeno fino a Cartesio, a partire dal quale il tema dell'autocoscienza sarà ricondotto entro una dimensione più prettamente soggettiva e psicologica, l'intuizione conoscitiva di sé resterà connessa alla questione ontologica preponderante di un Essere da porre a fondamento della propria intima essenza. Anche nella filosofia moderna tuttavia non mancano casi, ad esempio in Spinoza, Leibniz, Fichte, in cui di volta in volta la soggettività risulta legata a tematiche ontologiche.
In generale l'intuizione, o l'appercezione, è stata posta come origine e traguardo di ogni metafisica, e considerata superiore sia al pensiero razionale sia alla conoscenza empirica: il pensiero razionale infatti si basa su una forma mediata di sapere, nella quale il soggetto giunge ad apprendere l'oggetto solo in seguito a un calcolo o un'analisi razionale, e dove pertanto essi sono separati; analogamente, una conoscenza di tipo empirico risulta mediata dai sensi, e dunque in essa, ancora una volta, soggetto e oggetto risultano separati.
In considerazione di ciò si comprende come la maggior parte dei filosofi metafisici postulasse una differenza non solo tra coscienza e percezione sensibile, ma anche tra intelletto e ragione. L'intelletto è il luogo in cui propriamente si produce l'intuizione, ed è pertanto superiore alla ragione perché è il principio primo senza il quale non si avrebbe conoscenza di nulla; mentre la ragione è solo uno strumento, un mezzo che permette di comunicare e di avvicinarsi discorsivamente alla visione intuitiva dell'universale.

### Il rapporto con la teologia
Poiché la metafisica «...si propone di individuare la natura ultima e assoluta della realtà, al di là delle sue determinazioni relative...», le è stato spesso attribuito un carattere mistico e religioso, di tensione verso l'assoluto, Dio e la trascendenza.
Già con Aristotele, la metafisica è la scienza dell'essere perfetto, cioè lo studio di Dio: poiché infatti cercava le cause prime della realtà, essa così diveniva anche indagine su Dio. Lo stretto legame con la teologia resterà valido per quasi tutto il Medioevo. È fondamentale in questo senso il contributo di Tommaso d'Aquino, che identificava la metafisica con la teologia filosofica e pertanto considerava possibile una sintesi di ragione e fede. San Tommaso commentò il IV libro della Metafisica dove si definisce l'unità della scienza metafisica e la sue specificità di studiare ciò che è separato dalla materia e dal movimento sia secondo l’essere sia secondo l’intelletto.
Da alcuni punti di vista il Medioevo termina quando l'intuizione si separa dalla ragione, quando metafisica e teologia tendono a essere viste come discipline separate. Alcuni filosofi, tra cui Cartesio e Hegel, cercheranno di costruire un'autonomia della ragione, rendendola indipendente dall'intuizione.

### Il rapporto con l'ontologia
Anche i rapporti con l'ontologia sono variabili. Nel corso della storia del pensiero i filosofi hanno attribuito a tale disciplina accezioni, caratteri e funzioni diversi dalla metafisica: ora si è intesa l'ontologia come parte della metafisica, concependo la prima come una sorta di descrizione generale dell'essere, propedeutica alle altre discipline metafisiche; ora le si è fatte sostanzialmente coincidere, negando alla metafisica ogni autonomia; oppure si è opposta alla metafisica tradizionale una nuova ontologia in grado di rivelare le vere strutture dell'essere.
Secondo Varzi, l'ontologia viene prima della metafisica: «l'ontologia si occuperebbe di stabilire che cosa c'è, ovvero di redigere una sorta di inventario di tutto l'esistente, mentre la metafisica si occuperebbe di stabilire che cos'è quello che c'è, ovvero di specificare la natura degli articoli inclusi nell'inventario». Secondo Mondin, la metafisica consiste in una ricerca delle cause ultime della realtà, ed è quindi essenzialmente eziologia, mentre l'ontologia sarebbe soltanto uno studio della «fenomenologia» dell'essere per come esso si rivela.

### Monismo, dualismo, pluralismo
Una delle problematiche classiche della metafisica è la diatriba tra concezione dell'essere monista e concezione dualista.
I sostenitori del dualismo, dei quali Cartesio è un esempio classico, pensano la realtà secondo una dicotomia tra mondo materiale e mondo spirituale (che nell'uomo corrisponderebbe alla radicale distinzione tra corpo e anima).
I monisti invece, un esempio ne è Spinoza, sostengono che la realtà sia riconducibile a un'unica sostanza.
Infine si possono annoverare i sostenitori di una pluralità dei piani ontologici: un esempio relativamente recente è Karl Popper con la sua teoria di Mondo 1, Mondo 2 e Mondo 3.

## Panoramica storica
La metafisica si rinviene nelle filosofie di Platone che fondò le idee del mondo nelle idee iperuraniche; in Aristotele, che fondò il divenire nel Motore immobile; in Plotino, che fondò il molteplice nell'Uno; in Spinoza, che fondò la natura naturata nella natura naturante di Dio (Deus sive Natura); in Leibniz, che fondò l'infinito numero di monadi finite nell'unica Monade infinita divina.
Secondo Schopenhauer, l'uomo è un animal metaphysicum, naturalmente metafisico. Anche il criticismo kantiano concordò che la metafisica è un'esigenza della ragione, innata nell'uomo.

### Da Socrate a Plotino
Gran parte della metafisica occidentale è derivata, in forme più o meno velate, dal pensiero di Socrate, e in particolare dalla sua convinzione di «sapere di non sapere». Questa affermazione, pur ammettendo l'impossibilità di approdare a una forma di sapienza vera e certa, scaturiva (secondo l'interpretazione di Giovanni Reale) dall'intima consapevolezza dell'esistenza di una verità ultima, rispetto alla quale egli si riconosceva appunto come ignorante.

Partendo dal dubbio socratico, i filosofi successivi, Platone e Aristotele in primis, argomenteranno che non si può affermare l'inconoscibilità di una realtà senza averla con ciò stesso implicitamente ammessa, seppure su un piano puramente ontologico, cioè della sola esistenza. Platone identificò la realtà ultima, oggetto dell'indagine di Socrate, col termine di idea, distinguendo nettamente il processo logico conoscitivo attraverso cui approdarvi (dialettica), dalla dimensione dell'essere, collocata su un piano trascendente. Elevarsi a questa scienza superiore significa riuscire a cogliere l'intero. Aristotele, in seguito, definì più chiaramente la metafisica come filosofia prima, come la scienza che ha per oggetto l'ente in quanto tale, a prescindere dalle sue particolarità sensibili e transitorie. Anche secondo Aristotele, inoltre, non è il pensiero logico-deduttivo a dare garanzia di verità, bensì l'intuizione: essa consente di cogliere l'essenza della realtà fornendo dei principi validi e universali, da cui il sillogismo trarrà soltanto delle conclusioni coerenti con le premesse. Pur rivalutando l'importanza induttiva dei sensi, la conoscenza empirica non ha per Aristotele un valore logicamente necessario, fungendo unicamente da avvio di un processo che culmina con l'intervento di un trascendente intelletto attivo. L'intuizione suprema è quindi per lui il "pensiero di pensiero", proprio dell'atto puro.

Nel periodo del tardo ellenismo, Plotino accentuerà la distinzione tra il piano della realtà metafisica (collocata al di là dell'opera mediatrice della ragione), e quello della realtà sensibile e terrena. Egli distinse vari gradi dell'essere: quello discorsivo-dialettico, identificato con l'Anima; quello intuitivo-intellettuale, identificato col Nous o Intelletto; e infine quello dell'Uno, irraggiungibile neppure dal pensiero intuitivo ma solo con l'estasi mistica, quando la coscienza naufraghi totalmente in Dio. Plotino formulò in tal modo una teologia negativa, secondo cui la fonte della conoscenza e della razionalità non può essere a sua volta razionalizzata: a essa ci si può avvicinare solo per progressive approssimazioni, dicendo non cosa essa è, ma semmai cosa non è, fino a eliminare ogni contenuto dalla coscienza. L'Uno così da un lato risulta totalmente inconoscibile e ignoto, dall'altro però va ammesso come meta e condizione del filosofare stesso. Il pensiero infatti ha un senso solo se esiste una Verità da cui esso emana. Questa sarà la base della successiva teologia di Agostino, per il quale la verità che «illumina ogni uomo» è la sua stessa essenza.

### Da Alberto Magno a Campanella
Nell'ambito della scolastica, il filosofo e teologo Alberto Magno si occupò di questi temi nella sua opera Metafisica, un commento all'opera di Aristotele, del quale cercava di conciliare il pensiero con le verità della fede cristiana.

Anche per il suo allievo Tommaso d'Aquino il contenuto della fede non può contraddire il contenuto della ragione naturale, che anzi è in grado di fornire quei «preamboli» capaci di elevare alla fede. Con la ragione, ad esempio, si può arrivare a conoscere «il fatto che Dio è» ("de Deo quia est"): senza questa premessa non si potrebbe credere che Gesù ne sia il Figlio. Lo stesso Aristotele, che pure ignorava la rivelazione cristiana, aveva sviluppato secondo Tommaso un sapere filosofico in accordo con quella. La grazia della fede quindi non distrugge ma completa la ragione, orientandola verso la meta finale già indicata dalla metafisica aristotelica, che è la conoscenza della verità, contenuto fondamentale della «filosofia prima». La verità è il fine ultimo dell'intero universo, che trova senso e spiegazione nell'intelletto di Dio che l'ha creato. Compito del sapiente è dunque quello di rivolgersi alla verità, come del resto la stessa divina Sapienza si è incarnata «per rendere testimonianza alla Verità».
Ancora Cusano nel Quattrocento formulerà una metafisica basata su quella che era stata definita teologia negativa nelle opere risalenti al V secolo attribuite a Pseudo-Dionigi l'Areopagita, affermando, e interpretando Socrate secondo la scuola di pensiero risalente a Platone, che vero sapiente è colui che, sapendo di non sapere, possiede perciò una dotta ignoranza: da un lato riconosce che Dio è al di là di tutto, persino del pensiero, ed è perciò irraggiungibile dalla filosofia; dall'altro però Dio va ammesso quantomeno sul piano dell'essere, perché è la meta a cui la ragione aspira. La filosofia deve culminare così nella religione.
Quella di Cusano sarà la base della filosofia del Rinascimento, durante il quale si assiste a una fioritura del pensiero platonico, i cui massimi esponenti furono Marsilio Ficino e Giordano Bruno. Anche Tommaso Campanella, superando la visione sensistica di Telesio, elabora una metafisica risalente al neoplatonico Sant'Agostino, che vede nell'uomo il marchio della Trinità cristiana. Secondo Campanella l'essere è strutturato nelle tre essenze primarie: potenza (Padre), sapienza (Spirito), amore (Figlio). Queste possono essere così riassunte:
- ogni ente è tale perché ha la Potenza, cioè la possibilità di essere;
- ma il sapere è costitutivo dell'essere, perché chi non sa di essere, per sé stesso è come se non esistesse;
- il fatto di sapere di essere è provato dall'amore di sé stesso, per cui chi non sa, non ama sé stesso.

Avere coscienza di sé, il pensare (il cogito, dirà Cartesio) è dunque per Campanella la condizione prima dell'essere (ergo sum). Mentre tuttavia la filosofia campanelliana si limita a indicare le condizioni che dal sapere portano all'essere senza avere la pretesa di produrle da sé, per Cartesio invece la filosofia stessa diventerà arbitra dell'essere. Campanella si mantiene in un ambito metafisico-religioso: per lui, il modo in cui il sapere diventa costitutivo dell'essere non è mediato dalla ragione filosofica, né da alcun metodo.

### La ripartizione della metafisica
Jakob Martini (1570-1649) suddivide la metafisica in metaphysica generalis e metaphysica specialis (distinzione che si ritrova nella scuola leibniziana, e che fu poi ripresa da Kant ed Heidegger). La metafisica generale è la scienza che studia l'ente in quanto ente (Ontologia). La metafisica speciale è l'analisi delle regioni preminenti dell'ente e cioè Mondo, Anima e Dio.

### Cartesio, Spinoza, e Leibniz
Con Cartesio avverrà invece una svolta, nel tentativo di rompere appunto questo legame con la religione. Cartesio cercò di costruire un sistema metafisico autonomo, basato sulla ragione: presumendo di aver dimostrato logicamente l'esistenza di Dio, egli se ne servì come mezzo anziché come fine, per fondare a sua volta la logica stessa. In tal modo l'essere risulterà, in virtù del Cogito ergo sum, sottomesso alla Ragione, la quale si assume (tramite il Metodo) il compito di distinguere il vero dal falso. Ne derivò una frattura tra la dimensione gnoseologica (cioè della conoscenza) e quella ontologica, tra res cogitans e res extensa. Il sistema cartesiano subì per questo le critiche di alcuni suoi contemporanei. Successivamente Baruch Spinoza cercherà di ricomporre il dualismo cartesiano ricollocando l'intuizione al di sopra del pensiero razionale. Anche Gottfried Leibniz, pur suddividendo l'Essere in un numero infinito di monadi finite, affermerà che esse sono però tutte coordinate secondo un'armonia prestabilita da Dio, l'unica Monade infinita a cui si riconducono tutte le altre.

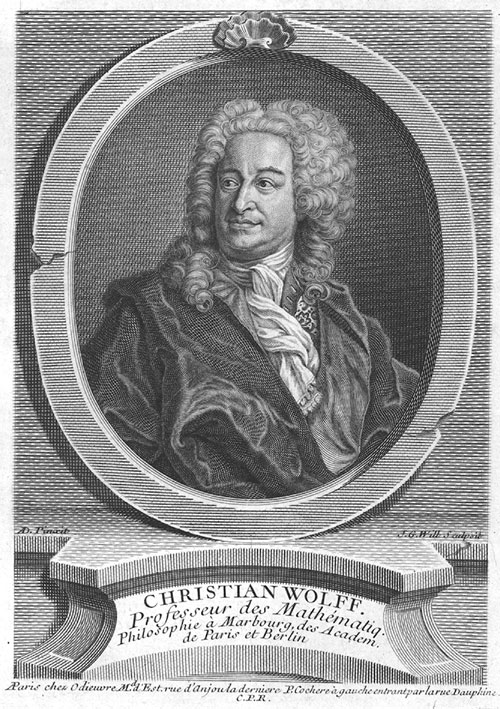
Christian Wolff

### Wolff
Per Christian Wolff (1679-1754) la filosofia teoretica è costituita anzitutto dall'ontologia, intesa come una metafisica generale che svolge un ruolo preliminare rispetto alle tre "metafisiche speciali": la psicologia razionale sul tema dell'anima, la cosmologia razionale sul mondo e la teologia razionale su Dio.
Le tre "scienze" sono dette "razionali" in quanto né empiriche né dipendenti dalla rivelazione. Questo schema, che verrà ripreso da Kant tenendo conto delle obiezioni del criticismo anglosassone, è il corrispettivo filosofico della triade religiosa: Creatore, creazione, creato.
Wolff fu letto dal padre di Kierkegaard, Michael Pedersen, e il figlio stesso restò influenzato sia da Wolff sia da Kant, forse al punto da riprenderne la struttura e il contenuto filosofico tripartiti per formulare le proprie "tre modalità esistenziali".

### Le critiche alla metafisica
La metafisica era intanto divenuta oggetto di critica a partire dal XVIII secolo con l'empirista inglese John Locke. Come racconta lo stesso filosofo nell'Epistola al lettore, posta come premessa al Saggio sull'intelletto umano, trovandosi a discutere nella sua camera con cinque o sei amici su argomenti di morale e di religione rivelata, «subito dovettero arrestarsi per le difficoltà che emergevano da ogni parte. Dopo esserci un po' tormentati, senza avvicinarci alla soluzione dei dubbi che ci angustiavano, mi venne in mente che avevamo preso una strada sbagliata, e che, prima di accingerci a ricerche di questa natura, era necessario esaminare le nostre capacità, e vedere quali oggetti le nostre intelligenze erano o non erano adatte a trattare. Proposi questo ai miei compagni, che prontamente furono d'accordo; perciò fu stabilito che questa sarebbe stata la nostra prima ricerca.»
È dunque la scoperta dell'impossibilità conoscitiva della metafisica che porta Locke al criticismo che troveremo alla base della filosofia kantiana e dell'Illuminismo: la ragione instaurerà una sorta di tribunale e stabilirà quali argomenti rientrano nei suoi limiti e quali vanno esclusi e tra questi ogni ragionamento che riguardi la metafisica.
Proseguendo sulla strada tracciata da John Locke, David Hume, considerava fallace non solo ogni metafisica ma anche la stessa pretesa delle scienze che con la presunta immutabilità delle leggi scientifiche credevano di andare oltre i limiti della ragione che rivelava come non necessariamente causale il rapporto, che sempre tale era stato considerato, tra appunto una causa e un effetto.
La necessità di trovare un fondamento teorico alla conoscenza scientifica (cfr. Critica della ragion pura) nasceva proprio dalla dottrina di Hume che aveva dimostrato con la sua critica al rapporto di causa-effetto, come fosse impossibile fare affermazioni su ogni realtà che andasse oltre i limiti dell'esperienza.
Ne I sogni di un visionario spiegati coi sogni della metafisica (1764) Immanuel Kant si riconosce debitore di Hume che lo ha fatto uscire dal dogma metafisico ma rifiuta il suo scetticismo secondo il quale gli stessi fatti empirici non sono certi, ma si riducono a semplici impressioni che poi si traducono in idee, copie sbiadite delle sensazioni, che conserviamo solo per l'utilità della vita. Hume quindi concludeva come fosse impossibile un sapere scientifico, un sapere autentico, stabile e sicuro, che Kant invece s'incarica di rifondare proprio nell'Estetica trascendentale.
La validità della metafisica si ritrova per Kant nei "postulati della ragion pratica": quelle che erano le tre idee della Ragione metafisica - l'esistenza di Dio, l'immortalità dell'anima, l'infinito - che non trovavano spiegazione nella dialettica trascendentale e che dimostravano l'illusorietà e l'inganno della metafisica quando pretendeva di presentarsi come scienza, ora quelle stesse idee fallaci sul piano teorico acquistano invece valore sul piano pratico, morale, divengono corollari della legge morale che voglia conseguire il "sommo bene" inteso come il bene più completo. (Cfr. Critica della ragion pratica)

### Secolo XIX
Se la riflessione kantiana sull'inconoscibilità metafisica della cosa in sé fu dapprima ripresa dalla filosofia idealista romantica di Fichte e Schelling, i quali intravedevano tuttavia la possibilità di definire per via negativa l'Assoluto (accedendovi cioè indirettamente, definendo piuttosto cosa esso non è, tramite un progressivo avvicinamento secondo il metodo neoplatonico della teologia negativa), Hegel si propose invece di rifondare razionalmente la metafisica, credendo di poter racchiudere l'infinito in una definizione completa e definitiva:
(Hegel, Wer Denkt Abstract? (1807), in Hegel-Studien Vol. 5 (1969), p. 161.)

#### L'idealismo tedesco
Il criticismo di Kant, pur negando valore alla metafisica, le aveva riaperto la strada. L'Io penso trascendentale come datore di senso, unificatore dell'esperienza fenomenica che in lui era oggetto di ricerca scientifica, divenne per gli Idealisti oggetto di ricerca metafisica. Fichte, che è considerato il fondatore, si interroga sul fondamento della realtà; la risposta prenderà le mosse proprio dall'Io penso kantiano, trasformato, enfatizzato.
Mentre la metafisica tradizionale si basava sulla corrispondenza tra forme dell'essere e forme del pensiero, secondo Kant questa corrispondenza non sussisteva, perché il noumeno (l'essere in sé), è inconoscibile, essendo del tutto estraneo al soggetto conoscente. Ma il pensiero kantiano si era arenato così nella duplice accezione di noumeno (positiva e negativa) ed è proprio da questa frattura che nacque l'idealismo. Friedrich Heinrich Jacobi (1743-1819) obiettò che se il noumeno fosse inconoscibile, allora non si potrebbe neppure postularne l'esistenza. Karl Leonhard Reinhold (1758-1823) allora, nel Saggio su una nuova teoria della facoltà umana della rappresentazione, propose di unificare fenomeno e noumeno, materia e forma, vedendoli non più come i termini opposti di una contraddizione, ma originati dalla stessa attività unificatrice del soggetto. Secondo Reinhold, la cosa in sé non è pertanto qualcosa di esterno al soggetto, ma è un puro concetto (limite) appartenente alla sua stessa rappresentazione, la quale consta contemporaneamente sia di spontaneità (attiva), che di recettività (passività dei sensi).
Johann Gottlieb Fichte (1762-1814), partendo dalle posizioni di Reinhold, intuì che, se l'Io non è più limitato dal noumeno nella sua attività conoscitiva, cioè da un limite esterno che lo renda finito, allora è un Io infinito. Fichte propose una visione completamente incentrata sull'Io, concepito non come una realtà di fatto, bensì come un atto, un agire dinamico, come attività pensante. Questa superiore attività (inconscia) costituisce l'unità originaria e immediata sia del soggetto che dell'oggetto, nella quale il noumeno, cioè il non-io, che di una simile attività è il prodotto, viene posto inconsciamente dal soggetto stesso, per rispondere a un'esigenza di natura altamente etica.
Seguì questa strada il discepolo, e inizialmente suo ammiratore, Friedrich Wilhelm Joseph von Schelling (1775-1854), personaggio di primo piano dell'idealismo e amico di importanti esponenti del Romanticismo tedesco (Goethe, Novalis, Schlegel, Hölderlin, Hegel). Schelling riprese da Fichte l'idea dell'infinità dell'uomo, ma mostrò interesse anche per la natura e ben presto criticò l'Io fichtiano in quanto pura soggettività, e pose a principio della sua filosofia l'Assoluto, concetto fondamentale della metafisica, quale unione immediata di spirito e materia, pensiero ed estensione, Ragione e Natura. Secondo Schelling, la tensione verso la trascendenza si ricompone nel momento estetico dell'arte, mentre secondo Fichte si ricomponeva invece nell'agire etico.
Georg Wilhelm Friedrich Hegel (1770-1831) si considerava lui stesso il culmine della corrente, nella quale Fichte rappresenterebbe l'"idealismo soggettivo", Schelling l'"idealismo oggettivo", e quindi Hegel l'"idealismo assoluto", seguendo lo schema di "tesi-antitesi-sintesi" da lui stesso elaborato.
L'unità di soggetto e oggetto, essere e pensiero, divenne però in Hegel non più un'unità immediata, bensì mediata dalla ragione dialettica. L'idealismo hegeliano segna infatti l'abbandono della logica formale di stampo parmenideo e aristotelico (detta anche logica dell'identità o di non-contraddizione), in favore di una nuova logica cosiddetta sostanziale. L'essere non è più staticamente opposto al non-essere, ma viene fatto coincidere con quest'ultimo trapassando nel divenire.

L'idealismo hegeliano, che risolve tutte le contraddizioni della realtà nella Ragione assoluta (e per questo sarà chiamato panlogismo) avrà un esito immanentistico, riconoscendo in se stesso, e non più in un principio trascendente, la meta e il traguardo ultimo della Filosofia. La ragione infatti si riconcilia con il reale non (come era in Fichte e Schelling) ritornando alla sua origine indistinta, ma all'interno e alla fine del percorso dialettico stesso. Fu l'apoteosi della metafisica razionale ma anche il punto in cui questa si esaurì: portando a soluzione tutte le contraddizioni, venne risolta e vanificata quella tensione ideale del finito verso l'infinito, dell'uomo verso Dio, tipica della metafisica classica.

#### Critiche all'idealismo
All'idealismo hegeliano si oppose quindi, oltre allo stesso Schelling, anche Arthur Schopenhauer, il quale leggeva nella pratica accademica del tempo la mera affermazione di filosofie statali e oscurantiste, promosse e incentivate dal teismo e dalla religione cristiana.
Successivamente la metafisica fu criticata dal positivismo di Auguste Comte, ed il pensiero filosofico contemporaneo ha criticato ogni filosofia che avesse la pretesa di spiegare in modo definitivo ed universale tutta la realtà. Altre critiche distruttive alla metafisica provengono dal filosofo tedesco Friedrich Nietzsche, seguendo la vena critica più indiretta, ma non meno efficace dei suoi predecessori Montaigne e Emerson. Egli individuò la genesi di ogni metafisica in Platone, ovvero nel tentativo filosofico di promulgare una duplicazione del reale, sostanziata nella creazione di una prospettiva oltremondana (l'ideale platonico), attraverso cui valutare, o meglio svalutare, la prospettiva mondana, terrena, reale. Nietzsche individua nella metafisica e nella religione, che egli definisce - nella Prefazione di Al di là del bene e del male - "platonismo per il popolo" ("Platonismus für's 'Volk'"), null'altro che la proiezione verso l'esterno di incertezze connaturate al genere umano, quindi una forma di passiva negazione nichilistica della vita, nonché una reazione fisiologica all'impossibilità di sopportare l'angoscia di un mondo che "danza sui piedi del caos" e obbliga l'uomo a cercare un senso che stia fuori dal mondo, piuttosto che in esso.
La metafisica recupera una collocazione per così dire lecita nel Pragmatismo, secondo cui idee e valori avrebbero una legittimità aprioristica fondata sul loro immediato interesse pragmatico, ovvero concretamente spendibile nell'esperienza. Quindi seppure le concezioni metafisiche non siano passibili di verificabilità empirica, avrebbero comunque il merito pratico di guidare concretamente l'azione dell'uomo, di orientare le sue decisioni.

### Secolo XX
Il Novecento filosofico porterà, seppur per vie diverse e sulla base di teorizzazioni eterogenee o fra loro incompatibili, altri pesanti attacchi alla metafisica. Tra i più illustri testi antimetafisici va indubbiamente ricordato il Tractatus logico-philosophicus di Ludwig Wittgenstein che, muovendo dall'elaborazione della logica di Frege e Bertrand Russell, e cercando di sancire definitivamente i limiti del linguaggio, individuò nella prassi metafisica la trascendenza dei limiti di significanza del linguaggio umano; celebre è la sua definizione di metafisica, indicata, nelle Ricerche filosofiche, come qualcosa che sorge "quando il linguaggio va in vacanza". Tradotto in termini immediati, Wittgenstein riteneva che le questioni trattate dalla metafisica non potessero avere in nessun modo una soluzione, in quanto più che problemi filosofici esse concernevano problemi linguistici, sorti sulla base di un fraintendimento logico delle pertinenze del linguaggio stesso. Da cui la convinzione wittgensteiniana che i problemi metafisici non fossero nemmeno problemi, poiché un problema per essere posto, deve essere chiaramente e inequivocabilmente formulato.
L'antimetafisica di Wittgenstein verrà raccolta poi dal Circolo di Vienna e dal Positivismo logico, che ne approfondirà ed integrerà alcuni aspetti impliciti, nel tentativo di edificare una filosofia il più possibile fondata su teorie e pratiche della scienza formale; formulazione che si sostanzia nella teoria del verificazionismo.
In seguito alcuni filosofi tra cui principalmente Karl Popper, sconfesseranno la stessa teoria verificazionista (fondata sull'assunto che ogni enunciato filosofico dovrebbe essere passibile di verifica empirica), come pura metafisica. La verifica di tutti i casi positivi non può in nessun caso provare alcunché, né può essere praticamente applicata; molto più utile alla metodologia scientifica è la ricerca di casi falsificanti, ovvero sconfessanti la teoria originaria. Popper assumerà nei riguardi della metafisica un atteggiamento più moderato rispetto ai neopositivisti logici, sostenendo che essa può trovare cittadinanza presso la pratica filosofica, a patto che dalla speculazione filosofica sia poi possibile desumere teorie scientifiche falsificabili. Le proposizioni metafisiche per Popper hanno tra l'altro perfettamente un senso, nella misura in cui seguono il metodo rigoroso della logica formale, cioè mostrano di essere interiormente coerenti. Non hanno dunque soltanto un mero valore suggestivo o soggettivo. Il loro problema consiste nell'inconfutabilià, cioè l’impossibilità di essere sottoposte a prove empiriche oggettive.
Da un altro punto di vista muove la critica di Heidegger alla metafisica, che tuttavia va piuttosto considerata come una prospettiva di interpretazione storico-filosofica, piuttosto che una critica volta a negarne le ragioni e la necessità. È metafisica, secondo Heidegger, "ogni determinazione dell’essenza dell’uomo che già presuppone, sapendolo o non sapendolo, l’interpretazione dell’ente, senza porre il problema della verità dell’Essere”. In pratica, la metafisica è la "entificazione" dell'essere, avviata da Platone, consolidata da Aristotele e proseguita sino a Nietzsche. In particolare, Heidegger concepisce la storia della metafisica come una manifestazione nel pensiero della storia dell'essere stesso: l'essere si dà, si rivela nel pensiero attraverso le definizioni che di esso hanno via via dato i vari pensatori, le varie forme culturali, concependolo, per esempio come: "φύσις, λόγος…ἰδέα, ενέργεια, sostanzialità…volontà, volontà di potenza, volontà di volontà", fino a ridurlo a "Niente". La critica di Heidegger alla metafisica è quindi in realtà un tentativo di ripensare l'Essere nella sua originarietà, riportandosi al di qua di tutta la tradizione filosofica che, da Platone in poi, elaborando la metafisica ha condotto l'Essere al suo annientamento inteso come oblio. La metafisica diviene così uno dei modi entro cui si è manifestato storicamente l'Essere stesso, paradossalmente mediante il suo proprio nascondimento concettuale, poiché l'Essere è un "Ni-ente", cioè "non-ente", non è un semplice ente. L'Essere, però, si può manifestare solo tramite gli enti, i quali, di conseguenza, allo stesso tempo lo rivelano e lo occultano. Si noti che Heidegger accumunò la metafisica alla tecnica proprio per l'analoga visione della realtà "meccanicamente" popolata da enti.
Nel proporre, in qualche modo, un ritorno a Parmenide, poi ripreso da Emanuele Severino, egli finì col concepire non più l'essere statico e immobile dei Greci, ma un qualcosa di dinamico e storicizzato, immanente e panteistico, ben lontano dall'essere al di là della natura apparente proprio della metafisica tradizionale. Per questi aspetti, l'ontologia di Heidegger si tradusse in un rifiuto della metafisica.

Una certa pertinenza con il tema delle critiche alla metafisica (e più in generale alla filosofia tradizionale) nate in ambito neopositivistico, ha l'articolo di Rudolf Carnap, Il superamento della metafisica tramite l'analisi logica del linguaggio del 1932. Carnap sostiene che in un linguaggio deve essere presente un vocabolario e una sintassi, ovvero un gruppo di parole e delle regole che permettano la costruzione di enunciati e ne determinino la costruzione stessa; concordemente a ciò egli sostiene che dal linguaggio è anche possibile trarre "pseudo-proposizioni" ovvero enunciati correttamente formati, ma contenenti parole prive di significato, oppure enunciati composti di parole in sé significanti, ma costruiti nella violazione delle regole sintattiche. Carnap analizza nel suo articolo un paragrafo del libro Cos'è la metafisica? di Heidegger: 
L'analisi di Carnap sostiene che non è possibile trarre un enunciato osservativo che possa verificare le proposizioni contenute in questo paragrafo. Inoltre Carnap accusa Heidegger di utilizzare la parola "nulla" come se corrispondesse ad un oggetto, essendo invece essa la negazione di una proposizione possibile.
In linea generale la critica rivolta da Carnap alla metafisica è dunque quella di esprimersi per "pseudo-proposizioni", ovvero proposizioni solo apparentemente dotate di significato. La svalutazione della metafisica non viene tuttavia generalizzata da Carnap, il quale le riconosce un grande ruolo ad esempio nelle varie arti, come una specie di musica. Tuttavia, egli afferma sarcasticamente: "I metafisici non sono che dei musicisti senza capacità musicale". Ciò che le nega è la possibilità di avere una funzione conoscitiva.
Ancora, nel Novecento russo, la metafisica venne interpretata secondo i termini di una originale metafisica concreta dal pensatore e mistico Pavel Aleksandrovič Florenskij.

## Rapporti tra scienza e metafisica
Sin dalle origini la metafisica è stata sostanzialmente identificata con l'episteme, termine greco che oggi traduciamo con scienza.
Per Platone tuttavia la metafisica riguardava un tipo di riflessione umana che precede la speculazione scientifica stessa, tenendo egli in scarsa considerazione la ricerca naturalistica in quanto "volgare" e inessenziale, mirando piuttosto a vedere l'invisibile.
Non era così per Aristotele per il quale la metafisica, o meglio la filosofia, la scienza prima, si assumeva il compito di fornire alle scienze che trattavano dell'essere particolare, la necessaria definizione dell'essere in quanto essere: non era possibile definire l'essere particolare, punto di partenza di ogni scienza particolare se prima non si definiva l'essere in generale. La metafisica quindi nasceva come pretesa di fondamento "scientifico" di tutte le scienze particolari.
Dopo che l'empirismo anglosassone ebbe alquanto svalutato il contributo dato dalla metafisica al sapere scientifico, riconducendo quest'ultimo all'ambito esclusivo dell'esperienza, Kant capovolse il modo di intendere la scienza: non è l'osservazione dei fenomeni a plasmare le nostre conoscenze, ma sono le nostre categorie mentali a plasmare la visione che abbiamo del mondo. Fu così in parte rivalutato l'apporto della metafisica, al punto che l'idealista Fichte titolò la sua opera fondamentale Dottrina della scienza.
Con l'avvento del positivismo la metafisica venne di nuovo estromessa dal dibattito scientifico, anche se nel primo Novecento Einstein ripropose un modello di conoscenza in cui le leggi di causa-effetto della fisica non erano più intese in senso meccanico, ma come specchio delle leggi razionali del pensiero, secondo l'ottica tipicamente spinoziana.

### Popper
Karl Popper intravedeva nella falsificabilità, cioè nella possibilità di essere contraddetta dall'esperienza sensibile, il criterio di demarcazione tra scienza e metafisica. Egli tuttavia, nel suo itinerario filosofico, andò sempre più rivalutando il ruolo della metafisica, attribuendole kantianamente una funzione di stimolo al progresso della scienza stessa.
Tutte le teorie, scientifiche e non, partono secondo Popper da assunti metafisici: non scaturiscono cioè da procedimenti induttivi originati dalla sperimentazione della realtà, ma nascono da processi mentali intuitivi espressi in forma deduttiva. Il controllo empirico, che per Popper resta comunque fondamentale, ha valore non in quanto conferma la teoria, ma viceversa per la possibilità di smentirla. La sperimentazione svolge dunque una funzione importante, ma unicamente negativa: non costruisce, bensì demolisce. Il compito di costruire è affidato invece al pensiero, all'immaginazione, ovvero alla metafisica.
Popper giunse a queste conclusioni soprattutto dopo essere stato impressionato dalla formulazione della teoria della relatività da parte di Albert Einstein: questi l'aveva elaborata non a seguito di esperimenti pratici, ma sulla base di calcoli fatti unicamente a tavolino, i quali successivamente non furono smentiti dagli eventi.
Popper si spinse persino ad affermare che le stesse osservazioni empiriche sono impregnate di teoria, e dunque l'elemento metafisico è un aspetto ineliminabile anche di ogni approccio presunto “empirico”; ad esempio, di fronte al tramonto del sole, due pensatori opposti come Tolomeo e Niccolò Copernico, pur avendo la stessa visione oculare, avrebbero due percezioni diverse: il primo, sostenitore del geocentrismo, vedrebbe il sole muoversi fino a scendere giù e sparire dietro la terra, il secondo invece (sostenitore dell'eliocentrismo) vedrebbe l'orizzonte salire pian piano fino a coprire il sole.

### Lakatos
Imre Lakatos, allievo di Popper, da cui riprende il nucleo del suo pensiero, rivalutò ulteriormente il ruolo della metafisica nella scienza, evidenziando come le teorie scientifiche siano costituite da nuclei fondamentali non sperimentabili, né tantomeno falsificabili.
Egli cioè distinse nettamente una teoria dalle sue implicazioni empiriche. Esempi di ipotesi metafisiche sono per Lakatos la teoria meccanica di Newton, o la teoria della relatività di Einstein.
Queste furono elaborate solo per la capacità di spiegare meglio la realtà, ma i fatti in sé non furono per Lakatos determinanti nel produrre tali formulazioni nella mente di quegli scienziati.
Il progresso scientifico è dovuto invece all'inventiva dell'uomo, grazie a cui una nuova ipotesi può prendere il posto di un'altra. Neppure i singoli fatti empirici sono ritenuti determinanti per causare l'abbandono di una teoria, perché la messa in discussione della verità scientifica riguarderebbe solo un aspetto marginale di essa, non il suo nucleo centrale, che pur risultando indebolito nella sua certezza complessiva, continuerebbe ad essere accettato per vero.
Fintanto che un programma anticipa i fatti, allora è progressivo e razionale; quando invece gli scienziati cercano di adeguarlo a certe anomalie riscontrate modificando le ipotesi ausiliarie, esso diventa degenerativo e potrà facilmente essere superato da un programma di ricerca migliore (più progressivo).
È necessario quindi, secondo Lakatos, affinché una teoria generale sia abbandonata, che si progetti un nuovo programma complessivo di ricerca scientifico che sappia meglio rendere ragione degli eventi al fine di sostituire una teoria precedente da cui si traevano conclusioni rivelatesi incoerenti coi fatti. Così ad esempio il meccanicismo di Newton fu abbandonato non quando ci si accorse della sua incapacità a spiegare certi fenomeni, ma solo quando si poté sostituirlo con la teoria generale della relatività di Einstein, in grado di rendere meglio ragione dei fatti.
Ferma restando l'importanza dei controlli sperimentali, scienza e metafisica sono in un certo senso per Lakatos un tutt'uno poiché la scienza non si limiterebbe a recepire l'evidenza fisica dei fenomeni, ma tenderebbe a ricercarne la causa prima in un tentativo che l'accosterebbe alla ricerca metafisica.
Quanto sostiene Lakatos nell'assimilare la scienza alla metafisica può essere interpretato secondo l'insegnamento kantiano, ripreso anche da Popper, nel senso che quando la ricerca scientifica si propone di raggiungere obiettivi finali "metafisici", si serve di essi come stimolo per spingere sempre più lontano l'obiettivo di ottenere conoscenze via via più approfondite. Ciò è possibile solo se siamo guidati dalla convinzione di poter veramente conseguire una corrispondenza tra teoria e realtà, anticipando la sperimentazione e non lasciandoci guidare da essa.

## La metafisica contemporanea
Oggi alla metafisica è spesso attribuito un significato spregiativo, essendo considerata come una forma di conoscenza astratta e slegata dalla realtà. Si può vedere in questo giudizio l'eco delle filosofie empiriste, marxiste, positiviste, ma anche post-moderniste, venute alla ribalta nei secoli scorsi, che vi hanno visto l'esercizio di una pratica oscurantista che ottunderebbe le coscienze.

### Metafisica e neo-scolastica
Ma non mancano casi, soprattutto all'interno della Chiesa cattolica, in cui ancora oggi la metafisica (intesa nel senso tradizionale) non è vista del tutto come negativa, e ciò soprattutto a seguito della nascita, agli inizi del Novecento, di un movimento di pensiero neoscolastico volto a riscoprirla e rivalutarla. Anche recentemente, papa Giovanni Paolo II con l'enciclica Fides et Ratio ha invitato il mondo cattolico a riscoprire il valore della filosofia in generale, e in particolare quella di San Tommaso d'Aquino. Esempi di tale ripresa sono Jean-Louis Bruguès, Olivier-Thomas Venard, Giuseppe Barzaghi e Antonio Olmi. Anche il teologo anglicano John Milbank può essere fatto rientrare in questa rivitalizzazione del pensiero di Tommaso. Papa Benedetto XVI, inoltre, ha più volte messo in guardia dai pericoli dello scientismo, cioè di un abito culturale che rifiuta a priori tutto ciò che non sia sperimentabile o razionalizzabile positivamente. E ha esortato quindi a non smettere di indagare il mistero, e a tenere verso di esso un atteggiamento che non sia di semplice indifferenza o di banale riduzionismo.

### La ripresa della metafisica nella filosofia analitica
Da notare che, specialmente in ambito anglo-sassone, vi è stata negli ultimi decenni una ripresa significativa della metafisica su basi analitiche, tanto da far configurare questa tradizione filosofica come la più "metafisica" (sebbene in un'accezione assai differente da quella tradizionale, e questo è un punto decisivo) oggi presente sulla scena filosofica.

### La classificazione di Enrico Berti
Il filosofo Enrico Berti, esperto di Aristotele, ha proposto una differenziazione fra metafisica immanentistiche e metafisiche trascendentistiche.
Le metafisiche immanentistiche si suddividono a loro volta in metafisiche naturalistiche, materialistiche e idealistiche. Le metafisiche naturalistiche sono quelle dei Presocratici, di Eraclito e le metafisiche rinascimentali di Telesio e Giordano Bruno. Le metafisiche materialistiche sono quelle di Leucippo e Democrito e, nella filosofia moderna, La Mettrie, Helvetius, Marx e Engels. Le metafisiche idealistiche sono quelle secondo cui "tutto deriva dall'Idea, dalla Coscienza, dalla Ragione, dal Pensiero, dall'Io puro, dallo Spirito Assoluto" e sono quelle di Fichte, Schelling, Hegel e Giovanni Gentile.
Le metafisiche trascendentistiche si suddividono a loro volta in metafisiche della partecipazione e metafisiche dell'esperienza. Secondo le metafisiche della partecipazione gli enti possiedono un carattere e una perfezione del principio primo in forma imperfetta e parziale, in quanto derivata. Ne sono un esempio le metafisiche di Platone, dei Neoplatonici, di sant'Agostino, di San Tommaso per alcuni aspetti (la distinzione centrale fra ens per essentiam di Dio Creatore ed ens per partecipationem delle creature; v. tomismo), dell'ultimo Fichte e dell'ultimo Schelling, di Antonio Rosmini e di Vincenzo Gioberti.
Nelle metafisiche dell'esperienza la filosofia si assume il compito di dimostrare col maggior rigore possibile la necessità di un principio trascendente, considerandola in sé non evidente. Appartengono a questo paradigma la filosofia di Aristotele, San Tommaso d'Aquino (nelle Cinque Vie) e di Gustavo Bontadini, autore del volume Saggio di una metafisica dell'esperienza.
Secondo Gilson, le metafisiche si distinguono in essenzialistiche e esistenzialistiche. Nelle prime I filosofi pervengono al principio primo partendo dalla contingenza delle essenze, sostanze e forme. Appartengono a questa tipologia tutte le metafisiche dell'antichità sia platoniche che aristoteliche, fino ad arrivare a quelle del medioevo dell'età moderna, eccetto la metafisica di San Tommaso d'Aquino.
Le metafisiche dell'esistenza, invece, derivano il principio primo a partire dalla contingenza dell'Atto di essere. La metafisica tomistica è quindi unica sia per il fatto di porse a metà strada fra la metafisica della partecipazione e quella dell'esperienza, sia per il fatto di essere l'unica metafisica esistenzialistica, caratterizzata dalla nozione di Actus essendie da una concezione unica nel suo essere del principio primo come luogo di ogni perfezione, di ogni atto e di ogni forma.

### Emanuele Severino
Emanuele Severino ha dedicato buona parte del suo pensiero e delle sue opere ai classici temi metafisici (essere, enti, necessità, causa, tempo, divenire, verità, intero, potenza-atto, qualità-quantità, esistenza, essenza, sostanza, eternità, determinismo vs libertà, scienza vs verità, l'uomo e la trascendenza, ecc.). I testi, densi di speculazione metafisica, sono, soprattutto, La struttura originaria (1958) e Ritornare a Parmenide (1964). Sebbene egli abbia classificata la metafisica tradizionale (quella classica-storica) come uno degli strumenti del nichilismo occidentale (insieme, sulla scorta di Martin Heidegger, alla tecnica), quindi giudicandola negativamente, è indubbio che il suo lavoro ricada nel sapere metafisico. Per il filosofo bresciano "se la metafisica è il linguaggio che esprime il rapporto degli enti con la totalità dell'ente (…) allora questo libro [La struttura originaria] è metafisica (unitamente a tutti gli altri miei scritti)".

### Massimo Cacciari
A conclusione del ciclo di testi dedicati a questa branca della filosofia, nel 2023 Massimo Cacciari pubblica per Adelphi Metafisica concreta, opera nella quale egli sostiene che le scienze, la fisica teoretica soprattutto, e la metafisica sono strettamente connesse, le une la continuazione dell'altra e viceversa, in un rapporto sinergico e non antitetico. Anzi: l'autore, nella prima parte del libro, smonta l’equivoco della Scolastica Medioevale sull'asserito dualismo "fisica - metafisica". Sottolinea inoltre che l'ente è, prima di tutto, un qualcosa di "osservabile" e questo deriva direttamente dal fatto che sia un participio, a differenza dell'essere che è molto meno afferrabile, visibile e dominabile di quello che ha sostenuto la metafisica classica (antica e moderna). Questo conduce al fatto che la metafisica contemporanea va vista essenzialmente per quello che è: un linguaggio diverso della fisica ma appartenente alla fisica (come è stato per Aristotele, Leibniz, Cartesio che erano scienziati e filosofi contemporaneamente).
Rifiutando con forza la classica interpretazione della metafisica come dottrina astratta e oscura, meramente impegnata a indagare gli aspetti trascendenti della realtà, Cacciari afferma che la metafisica è concreta proprio perché non abbandona mai l'ente nella sua singolarità ma ragiona di esso in chiave di fenomeno che fa parte di una rete infinita di connessioni, arrivando a coincidere con la libertà.